# Don Powell
Donald George Powell (Bilston, 10 september 1946) is een Britse rockdrummer, die bekend is geworden als drummer van de glamrockband Slade.

## Levensloop
Als kind trad Powell toe tot de padvinders, waar hij geïnteresseerd raakte in de drums nadat hij werd gevraagd om mee te doen aan de band tijdens een parade op zondagochtend. Na het volgen van de Etheridge Secondary Modern School studeerde hij metallurgie aan het Wednesbury Technical College. Powell werkte vervolgens als metallurg in een kleine gieterij, voordat hij professioneel werd als drummer. Hij was atletisch en een fervent amateur-bokser, hoewel een gemakkelijke persoonlijkheid en blijkbaar had hij zijn neus drie keer gebroken. Hij was het die rondgestuurd werd met de hoedengeldinzameling onder het vroege publiek. Powell werd lid van The Vendors, een band waar gitarist Dave Hill zich later bij aansloot. The Vendors werden The N'Betweens en basgitarist/toetsenist/violist/gitarist Jim Lea deed mee aan een auditie. Powell zag toen Noddy Holder spelen met Steve Brett & The Mavericks en hij en Hill lieten Holder toetreden tot de N'Betweens. Ze hergroepeerden zich als Ambrose Slade, veranderden de naam in Slade en het succes begon. 
Hij schreef mee aan een aantal eerdere nummers van Slade, voornamelijk met Lea. Velen van hen zijn te vinden op het Slade-album Play it Loud uit 1970. Hij schreef ook een van Slade's Top 10-hits Look Wot You Dun met Holder en Lea in 1972 en maakte de ademgeluiden op de achtergrond van het nummer.
Powell begon als jongere te drummen op een geleende Olympische kit. Hij ging tot het begin van de jaren 1970 over naar een diepblauwe Hayman-set voor zijn werk met Slade. Van daaruit veranderde hij naar Ludwig, maar halverwege de jaren 2000 schakelde hij over naar Pearl omdat de oorspronkelijke firma Ludwig van eigenaar was veranderd. Momenteel zegt hij dat hij van een vierdelige kit houdt met een ondiepe snaredrum.
Op 4 juli 1973, toen Slade populair was in Europa en nummer één werd in de Britse Singles Chart met Skweeze Me Pleeze Me, raakte Powell ernstig gewond bij een ernstig auto-ongeluk in Wolverhampton, waarin zijn 20-jarige vriendin/verloofde Angela Morris is omgekomen. Hij brak zijn beide enkels en vijf van zijn ribben. Chirurgen moesten in zijn schedel boren om de interne druk te verzachten en hij was zes dagen bewusteloos, maar hij kwam weer bij. Powell verliet het ziekenhuis op 30 juli en half augustus was hij weer aan het opnemen met de band. Toen de Top 5 hit My Friend Stan werd opgenomen, liep Powell met een stok en moest hij op zijn drumstel worden getild. Door het ongeluk had Powell geen smaak- en reukvermogen en hij heeft nog steeds ernstige problemen met zijn kortetermijngeheugen, terwijl zijn langetermijngeheugen onaangetast is gebleven.
Toen Slade in 1992 uit elkaar ging, bezat en exploiteerde Powell een antiek import/exportbedrijf voordat hij de band later dat jaar samen met Dave Hill opnieuw samenstelde als Slade II. Hij bleef actief met verschillende bezettingen. In 1994 bracht de band het album Keep on Rockin' uit. De naam van de band werd in 1997 teruggebracht tot Slade. In 2000 had Powell een kleine cameo-rol in de BBC tv-versie van Lorna Doone. Powell is tweemaal getrouwd en woonde een aantal jaren in Bexhill-on-Sea, East Sussex. In 2004 verhuisde hij naar Silkeborg in Denemarken, waar hij nu samen met zijn Deense vrouw Hanna woont. In december 2005 verscheen Powell in de Channel 4 tv-documentaire Bring Back ... The Christmas Number One. Powell is al lang fan van Ringo Starr en heeft het voorwoord bijgedragen aan het boek Ringo Starr And The Beatles Beat uit 2016 van Alex Cain en Terry McCusker. Als drummer van Colonel Bagshot toerde McCusker tijdens de jaren 1970 met Slade en de twee zijn goede vrienden gebleven.
Powell is nu een derde van de band Quatro Scott Powell (QSP) naast Suzi Quatro en The Sweet-gitarist Andy Scott. Don speelde op twee van Scotts Concert At The Kings-evenementen in All Cannings in Wiltshire en in 2017 werkte hij mee aan een BBC Radio Wiltshire-documentaire over het leven van de voormalige Status Quo-gitarist en frontman Rick Parfitt. Eind 2019 bracht Powells zijproject Don Powell's Occasional Flames met Les Glover - zang en gitaar en Paul Cookson songteksten en poëzie, hun eerste album en single uit, die op verschillende downloadsites in kaart kwamen. De hoogste positie was #23 op de Amazon chart. In februari 2020 kondigde Powell aan dat hij per e-mail was ontslagen door Dave Hill en dat hij Don Powells Slade zou vormen om Slade-nummers uit te voeren.

## Biografie
Powell werkte sinds 2006 samen met Lise Lyng Falkenberg aan zijn biografie, gedeeltelijk met behulp van de notitieboekjes en dagboeken die hij bijhield vanwege zijn problemen met het kortetermijngeheugen na zijn ongeluk in 1973. De biografie Look Wot I Dun - My Life in Slade werd op 14 oktober 2013 via de uitgever Music Sales Ltd uitgebracht. Het gaat in detail in op Slade's lange carrière en Powell's leven, waaronder drankzucht met Ozzy Osbourne. Daarnaast creëerde Powell in 2013 zijn eigen website en begin 2014 publiceerde hij zijn dagboekaantekeningen voor 1977 en 1978.
- Gemeinsame Normdatei: 1208923633
- International Standard Name Identifier: 0000 0001 3147 5162
- Library of Congress Control Number: n97003829
- MusicBrainz: d005c992-23bd-4313-9495-b7d6a998b3d2
- Nationale Bibliotheek van Tsjechië: ola2002152241
- SNAC: w6v15sh2
- Virtual International Authority File: 84964848